# Compagnia (novella)
Compagnia è una novella di Samuel Beckett scritta in inglese e pubblicata da John Calder nel 1979 (poi inclusa nella raccolta Nohow On del 1989, insieme a Ill Seen Ill Said e Worstward Ho). In italiano è stata tradotta da Roberto Mussapi per Arte e pensiero di Firenze nel 1981 e per Jaca Book di Milano nel 1986; quindi da Gabriele Frasca nella raccolta In nessun modo ancora (Einaudi, 2008). La traduzione francese d'autore è uscita nel 1980 presso le Éditions de Minuit. James Knowlson la considera una delle opere a maggior carattere autobiografico dell'autore.

## Edizioni
- Samuel Beckett, Company, Calder, London, 1979.
- id., Compagnie, Editions Minuit, Paris, 1980.
- id., Compagnia, trad. Roberto Mussapi, Arte & Pensiero, Firenze, 1981.
- id., Compagnia e Worstward Ho, trad. Roberto Mussapi, Collana Letteraria, Jaca Book, Milano, 1982-1986, ISBN 978-88-16-50033-4.
- id., Compagnia, trad. Gabriele Frasca, in In nessun modo ancora, Collana Letture, Einaudi, Torino, 2008.